# El Porvenir (Tunja)
El Porvenir es una de las 10 veredas que conforman la zona rural de la ciudad colombiana de Tunja.

## Geografía
Está ubicada en la parte centro occidental del municipio de Tunja. Limita por el norte con las veredas de Tras del Alto – vereda la Esperanza, por el oriente con la zona urbana (Comuna 8), al sur con Barón Germania – Runta y Chorroblanco, por el oeste con el municipio de Cucaita.

## Demografía
Cuenta con 423 habitantes en 2011. El 55% de su población son hombres. De 190 habitantes(2001) el 79% cuentan con educación primaria y el 21% educación secundaria. El 92% de la población es migrante, se desplazaron con sus familias provenientes según la siguiente distribución: 33% de la vereda Tras del Alto, 17% de la vereda Barón Germania, y 17% desde el municipio de Motavita, el 8% del Puente de Boyacá, 8% de la vereda Chorroblanco y el 9% del municipio de Cucaita. Sólo el 8% de la población es oriunda de esta vereda.

## Servicios públicos y sanidad
El 83% de sus habitantes son dueños de los terrenos que ocupan y el 17% paga alquiler. La totalidad de las viviendas cuentan en un 100% con los servicios de energía y acueducto, pero no con los de alcantarillado y de telefonía rural. 
El 100% de las viviendas tiene la función de habitabilidad, pero el 30% combinaron su uso con el comercio (tienda veredal). 